# Kabupaten Bulungan
Kabupaten Bulungan (indonesiska: Bulungan, Kabupaten Bulungah) är ett kabupaten i Indonesien.   Det ligger i provinsen Kalimantan Utara, i den norra delen av landet, 1 500 km nordost om huvudstaden Jakarta.